# Scutigera oweni
Scutigera oweni är en mångfotingart som först beskrevs av Newport 1845.  Scutigera oweni ingår i släktet Scutigera och familjen spindelfotingar. Inga underarter finns listade i Catalogue of Life.